# Глухой пруд
Глухо́й — пруд в городском округе Верх-Нейвинский Свердловской области. Расположен к северу от посёлка Верх-Нейвинского.

## География
Пруд Глухой (также используется наименование Глухое озеро) расположен в северо-восточной части городского округа Верх-Нейвинский, на расстоянии порядка 800 м севернее посёлка Верх-Нейвинского и 1,75 км южнее Нейво-Рудянки, в 47, 48, 54 и 55 кварталах Верх-Нейвинского участка Верх-Нейвинского участкового лесничества ГУ СО «Невьянское лесничество». Общая площадь водоёма — 1,81 км². Высота над уровнем моря — 268,7 м.
С запада пруд ограничивает земляная дамба длиной 1,4 км. Эта часть пруда сильно заболочена — здесь расположено болото Глухое. Другие берега заболочены чуть менее. На Глухом есть несколько островов и полуостровов. На южном берегу пруда расположен полигон ТБО, находящийся в ведении мусороперерабатывающего завода ООО «Интер». Ранее данный полигон использовался как свалка промышленных отходов Верх-Нейвинского завода «Вторцветмет» (филиал «Производство сплавов цветных металлов» ОАО «Уралэлектромедь»).
К юго-западу от Глухого пруда расположена лесистая гора, за которой находятся завод ООО «Интер» и Новое кладбище посёлка Верх-Нейвинского. К западу от водоёма, за небольшой лесной полосой, расположены линии электропередач и грунтовая старая Рудянская дорога, соединяющая Верх-Нейвинск и Нейво-Рудянку. Рядом с северо-западным углом пруда от Старой Рудянской есть ответвление на восток — лесная дорога, ведущая по северному берегу Глухого пруда.
На северо-востоке Глухого пруда есть сток — ручей Светлый. Он протекает через расположенные рядом болото Светлое  (северо-восточнее пруда) и озеро Светлое (севернее пруда) и впадает в Рудянский пруд.

## Экологическая обстановка
Водоём сильно загрязнён. 
В 2006 и 2008 годах СОГУ «ЦЭМиК» были проведены обследования Глухого пруда, по результатам которых воды пруда и ручья Светлого оказались сверхнормативно загрязнёнными по основным показателям загрязнения (ХПК, БПК5, рН, азот аммонийный, фосфор фосфатов), а также по содержанию в пруду тяжёлых металлов-восстановителей (цинк, медь, алюминий, кадмий, марганец, железо).
В динамике за 3 года были выявлены тенденции к миграции фосфатов и повышению их концентрации в ручье Светлом, в котором также повысились содержание азота аммонийного и загрязнения органическими соединениями (БПК5). В пруду также повысился уровень загрязнения по показателям окисляемости (БПК5 и ХПК), в целом характеризующим воды накопителя, как загрязнённые органическими веществами. При этом в течение трёх лет по показателям окисляемости (БПК5 и ХПК) идёт перераспределение ореола загрязнения со смещением в сторону ручья Светлого.

## История
На карте 1914 года на месте нынешнего Глухого пруда были расположены озеро Глухое-2 и Глухое болото.
С 1954 по 1987 годы пруд являлся прудом-отстойником шламов Нейво-Рудянского лесохимического завода.
В 1960-е годы с целью предотвращения поступления загрязнённого стока из Светлого озера в Рудянский пруд (и далее по течению Нейвы) проектом Сибирского отделения «Союзводоканалпроект» была организована дамба (на торфяном основании), отделяющая озеро от болота, из которого вытекает ручей Светлый, а также насосные станции для перекачки загрязненного стока и сифонный водосброс через три трубы.
В 1998 году сброс вод в пруд-накопитель был прекращён.
В 2004 году в связи с расширением границ муниципального образования «посёлок Верх-Нейвинский» (ныне городской округ Верх-Нейвинский) Глухой пруд вместе с прилегающими лесными территориями перешёл в ведение Верх-Нейвинска. Тем не менее, возникла проблема с поиском собственника водоёма.

## Спортивные мероприятия
В зимнее время спортивно-технический клуб «Новоуральск Пилот Мастер» возводит на пруду спортивную автомобильную трассу, так называемый «ледовый автодром», где проводятся соревнования спортивных автомобилей.